# Fränkische Schweiz-Marathon

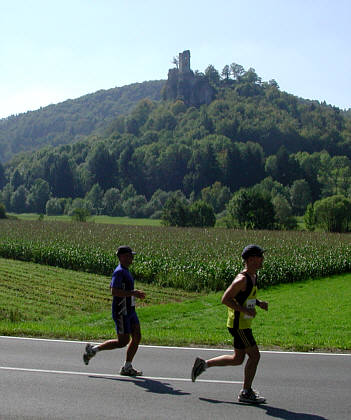
Im Hintergrund Ruine Neideck beim Fränkische Schweiz-Marathon 2004

Der Fränkische Schweiz-Marathon ist ein erstmals im Jahr 2000 ausgetragener Marathon, der im September in der Fränkischen Schweiz stattfindet und vom Sportamt des Landkreises Forchheim veranstaltet wird. Zwischen 2000 und 2007 wurde das Rennen abwechselnd in Forchheim und Ebermannstadt gestartet. Von 2008 bis 2014 befand sich der Start in Forchheim und der Zieleinlauf in Ebermannstadt. Von 2004 bis 2014 gab es zudem einen 16-km-Lauf (beziehungsweise einen 26-km-Lauf bei Start in Ebermannstadt), seit 2015 stattdessen einen Halbmarathon und einen 10-km-Lauf. Als weitere Wettbewerbe werden ein Team-Marathon sowie Marathons für Inline-Skater und Handbiker angeboten.
Die Strecke dieses Landschaftsmarathons verläuft vorwiegend auf der B 470. Dabei laufen die Teilnehmer durch die Fränkische Schweiz im tief eingeschnittenen und felsigen unteren Tal der Wiesent bis zur Wende in Behringersmühle. Im Verlauf des Rennens werden die Erholungsorte Streitberg und Muggendorf durchquert.

## Trivia
Beim Rennen 2015 verpasste der Äthiopier Firaa'ol Eebbisaa Nagahoo den Start, ging mit mehr als fünf Minuten hinter dem Feld auf die Laufstrecke und konnte den Marathon dennoch gewinnen.

## Statistik

### Siegerlisten

#### Marathon
| Jahr | Männer                          | Zeit                  | Frauen                     | Zeit                  |
| ---- | ------------------------------- | --------------------- | -------------------------- | --------------------- |
| 2023 | Philipp Karpeles (GER)          | 2:30:43               | Alexandra Bauer (GER)      | 2:58:26               |
| 2022 | Isaac Kiprop Sing'Oei (KEN)     | 2:36:57               | Marija Vrajic -4- (HRO)    | 3:13:20               |
| 2021 | Coronabedingte Absage           | Coronabedingte Absage | Coronabedingte Absage      | Coronabedingte Absage |
| 2020 | Coronabedingte Absage           | Coronabedingte Absage | Coronabedingte Absage      | Coronabedingte Absage |
| 2019 | Nikki Johnstone (GER)           | 2:28:02               | Ricarda Gerlach (GER)      | 3:02:55               |
| 2018 | Firaa’ol Eebbisaa Nagahoo (ETH) | 2:33:31               | Marija Vrajic -3- (HRO)    | 3:00:47               |
| 2017 | Endisu Getachew -2- (ETH)       | 2:27:59               | Brendah Kebeya (KEN)       | 2:51:17               |
| 2016 | Addisu Tulu Wodajo (ETH)        | 2:29:37               | Marija Vrajic -2- (HRO)    | 2:56:15               |
| 2015 | Firaa’ol Eebbisaa Nagahoo (ETH) | 2:33:54               | Marija Vrajic -1- (HRO)    | 2:47:34               |
| 2014 | Endisu Getachew -1- (ETH)       | 2:31:22               | Kristin Hempel (GER)       | 3:07:16               |
| 2013 | Tamas Nagy (HUN)                | 2:26:45               | Kerstin Steg -4- (GER)     | 3:00:09               |
| 2012 | Krzysztof Bartkiewicz (POL)     | 2:30:29               | Bärbel Hempel (GER)        | 3:05:04               |
| 2011 | Markus-Kristan Siegler (GER)    | 2:45:31               | Kerstin Steg -3- (GER)     | 3:07:23               |
| 2010 | Oliver Greger (GER)             | 2:29:02               | Kerstin Steg -2- (GER)     | 3:03:25               |
| 2009 | Marek Wasilewski -5- (POL)      | 2:32:01               | Eva Scheu -2- (GER)        | 3:07:20               |
| 2008 | Marco Diehl (GER)               | 2:33:14               | Kerstin Steg -1- (GER)     | 3:01:33               |
| 2007 | Tomasz Chawawko (POL)           | 2:28:43               | Eva Scheu -1- (GER)        | 3:07:16               |
| 2006 | Marek Wasilewski -4- (POL)      | 2:31:16               | Carmen Hildebrand (GER)    | 3:10:56               |
| 2005 | Marek Wasilewski -3- (POL)      | 2:33:07               | Boguslawa Zakrzewska (POL) | 3:05:17               |
| 2004 | Marek Wasilewski -2- (POL)      | 2:34:14               | Bärbel Douverne (GER)      | 3:20:09               |
| 2003 | Marek Wasilewski -1- (POL)      | 2:27:59               | Christine Döllinger (GER)  | 2:53:02               |
| 2002 | Sascha Burkhardt -2- (GER)      | 2:30:20               | Maria Bak (GER)            | 2:47:49               |
| 2001 | Sascha Burkhardt -1- (GER)      | 2:34:11               | Marion Dänzl -2- (GER)     | 3:05:50               |
| 2000 | Gerd Betz (GER)                 | 2:39:39               | Marion Dänzl -1- (GER)     | 3:07:48               |

#### Halbmarathon
| Jahr | Männer                  | Zeit                  | Frauen                 | Zeit                  |
| ---- | ----------------------- | --------------------- | ---------------------- | --------------------- |
| 2023 | Korbinian Völkl (GER)   | 1:11:56               | Brendah Kebeya (KEN)   | 1:21:00               |
| 2022 | Andreas Hecht (GER)     | 1:12:14               | Amelie Hofbauer (GER)  | 1:25:20               |
| 2021 | Coronabedingte Absage   | Coronabedingte Absage | Coronabedingte Absage  | Coronabedingte Absage |
| 2020 | Coronabedingte Absage   | Coronabedingte Absage | Coronabedingte Absage  | Coronabedingte Absage |
| 2019 | Markus Kaiser (GER)     | 1:15:34               | Angela Lindtberg (GER) | 1:31:20               |
| 2018 | Goytom Maru             | 1:15:33               | Bontu Kaba Desso       | 1:19:16               |
| 2017 | Mario Wernsdörfer (GER) | 1:10:56               | Bontu Kaba Desso       | 1:22:27               |
| 2016 | Marcel Bräutigam (GER)  | 1:07:55               | Felicity Milton (GBR)  | 1:24:22               |
| 2015 | Endisu Getachew (ETH)   | 1:08:27               | Hana Megersa Abo (ETH) | 1:20:38               |

#### 10 km
| Jahr | Männer                          | Zeit                  | Frauen                | Zeit                  |
| ---- | ------------------------------- | --------------------- | --------------------- | --------------------- |
| 2023 | Julian Peisker (GER)            | 0:32:31               | Sophia Franz (GER)    | 0:38:06               |
| 2022 | Simon Baumann (GER)             | 0:33:16               | Simone Kapella (GER)  | 0:41:54               |
| 2021 | Coronabedingte Absage           | Coronabedingte Absage | Coronabedingte Absage | Coronabedingte Absage |
| 2020 | Coronabedingte Absage           | Coronabedingte Absage | Coronabedingte Absage | Coronabedingte Absage |
| 2019 | Getachew Endisu                 | 0:33:23               | Tanja Neubert (GER)   | 0:37:25               |
| 2018 | Jörg Schaller (GER)             | 0:33:37               | Babinja Wirth (GER)   | 0:38:51               |
| 2017 | Jörg Schaller (GER)             | 0:33:53               | Julia Skala (GER)     | 0:40:04               |
| 2016 | Firaa’ol Eebbisaa Nagahoo (ETH) | 0:32:31               | Babinja Wirth (GER)   | 0:37:56               |
| 2015 | Christian Strauch (GER)         | 0:33:07               | Felicity Milton (GBR) | 0:38:01               |

#### Inlineskating-Wettbewerb (Marathon)
| Jahr | Männer                    | Zeit    | Frauen                      | Zeit    |
| ---- | ------------------------- | ------- | --------------------------- | ------- |
| 2019 | Tobias Hecht (GER)        | 1:11:29 | Jenny Peisker (GER)         | 1:18:11 |
| 2018 | Nils Fischer (GER)        | 1:15:47 | Sabine Berg -3- (GER)       | 1:19:27 |
| 2017 | Sören Lindner (GER)       | 1:10:41 | Katja Ulbrich -11- (GER)    | 1:15:55 |
| 2016 | Tobias Hecht (GER)        | 1:13:57 | Katja Ulbrich -10- (GER)    | 1:18:56 |
| 2015 | Felix Rijhnen -5- (GER)   | 1:08:22 | Sabine Berg -2- (GER)       | 1:17:49 |
| 2014 | Felix Rijhnen -4- (GER)   | 1:09:59 | Katharina Rumpus (GER)      | 1:23:36 |
| 2013 | Stefan Rumpus -2- (GER)   | 1:16:36 | Katja Ulbrich -9- (GER)     | 1:18:24 |
| 2012 | Stefan Rumpus -1- (GER)   | 1:14:00 | Katja Ulbrich -8- (GER)     | 1:20:14 |
| 2011 | Etienne Ramali (GER)      | 1:14:26 | Katja Ulbrich -7- (GER)     | 1:21:27 |
| 2010 | Felix Rijhnen -3- (GER)   | 1:14:35 | Sabine Berg -1- (GER)       | 1:20:32 |
| 2009 | Felix Rijhnen -2- (GER)   | 1:09:39 | Katja Ulbrich -6- (GER)     | 1:20:54 |
| 2008 | Mauro Casu (ITA)          | 1:16:02 | Katja Ulbrich -5- (GER)     | 1:22:12 |
| 2007 | Felix Rijhnen -1- (GER)   | 1:10:45 | Katja Ulbrich -4- (GER)     | 1:17:44 |
| 2006 | Heinz Zimmermann (AUT)    | 1:08:45 | Katja Ulbrich -3- (GER)     | 1:16:06 |
| 2005 | Benjamin Zschätzsch (GER) | 1:08:15 | Katja Ulbrich -2- (GER)     | 1:13:37 |
| 2004 | Tristan Loy -2- (FRA)     | 1:12:30 | Celine Weiss -2- (CH)       | 1:20:50 |
| 2003 | Tristan Loy -1- (FRA)     | 1:08:03 | Celine Weiss -1- (CH)       | 1:18:02 |
| 2002 | Bernhard Krempl -2- (GER) | 1:16:58 | Katja Ulbrich -1- (GER)     | 1:20:01 |
| 2001 | Bernhard Krempl -1- (GER) | 1:17:35 | Michaela Heinz-Gerten (GER) | 1:19:39 |
| 2000 | Stefan Hackenberg (GER)   | 1:15:25 | Ulrike Bernges (GER)        | 1:26:23 |